# Circonscription de Bonner
La circonscription de Bonner est une circonscription électorale fédérale australienne dans le Queensland. La division a été créée en 2004 et porte le nom de Neville Bonner, la première Aborigène à siéger au Parlement australien. Bonner a siégé au Sénat fédéral en tant que sénateur libéral du Queensland. En dehors de Bonner il n'y a que trois autres circonscriptions qui portent les noms des personnalités autochtones, Bennelong en Nouvelle-Galles du Sud, Blair au Queensland et Lingiari dans le Territoire du Nord.
La circonscription de Bonner est située dans la banlieue est de Brisbane, dans les quartiers de Chandler, Carindale, Manly, Mount Gravatt, Wishart et Wynnum.
Son représentant actuel est Ross Vasta, membre du Parti libéral national.

## Représentants
| Nom        | Parti            | Période de mandat |
| ---------- | ---------------- | ----------------- |
| Ross Vasta | Libéral          | 2004–2007         |
| Kerry Rea  | Travailliste     | 2007–2010         |
| Ross Vasta | Libéral national | 2010–en cours     |

## Résultats des élections
| Parti                            | Parti                        | Candidat                     | Voix   | %     | ±     |
| -------------------------------- | ---------------------------- | ---------------------------- | ------ | ----- | ----- |
|                                  | Libéral national             | Ross Vasta (en)              | 43 191 | 44,82 | −4,67 |
|                                  | Travailliste                 | Tabatha Young                | 28 491 | 29,56 | −1,54 |
|                                  | Verts                        | Bernard Lakey                | 16 144 | 16,75 | +5,06 |
|                                  | Une nation                   | Amanda Neil                  | 5 371  | 5,57  | +1,57 |
|                                  | UAP                          | Serge Diklich                | 3 177  | 3,30  | +0,76 |
| Total des suffrages exprimés     | Total des suffrages exprimés | Total des suffrages exprimés | 96 374 | 97,50 | +0,43 |
| Votes nuls                       | Votes nuls                   | Votes nuls                   | 2 467  | 2,50  | −0,43 |
| Participation                    | Participation                | Participation                | 98 841 | 90,57 | −2,19 |
| Résultat de préférence bipartite |                              |                              |        |       |       |
|                                  | Libéral national             | Ross Vasta (en)              | 51 471 | 53,41 | −4,00 |
|                                  | Travailliste                 | Tabatha Young                | 44 903 | 46,59 | +4,00 |
|                                  | Libéral national retenir     | Libéral national retenir     | Swing  | −4,00 |       |